# عيون ترقب الزمن
عيون ترقب الزمن هو مسلسل تم إنتاجه في السعودية وسوريا. وتبلغ مدة الحلقة الواحدة 40 دقيقة. وهو من إخراج منذر النفوري.

## القصة
تدور قصة المسلسل حول غزو القبائل لبعضها البعض والحقد والضغينة التي يمكن أن يحملها أفراد القبيلة الواحدة لبعضهم البعض. ويعرض المسلسل جانبا من قصص العشق البدوي، حيث يسلط الضوء على كل من فدعان( عبد الله السدحان ) الذي يسعى للزواج من نجود(جيانا عيد ).

## بطولة
- عباس النوري
- جيانا عيد
- عبد الرحمن آل رشي
- سلمى المصري
- عبد الله السدحان
- ناصر القصبي
- بكر الشدي
- خالد سامي
- فاديا خطاب